# Francesc Giginta
Francesc Giginta (Perpinyà, segle xvi - ?, 1579) fou abat de Santa Maria d'Amer (1536-1579). Va ésser elegit President de la Generalitat de Catalunya el 22 de juliol de 1566.
Era membre d'una família perpinyanenca il·lustre, i el seu pare fou Gerald Giginta, burgès honrat de Perpinyà, i que havia sigut síndic a les Corts de Barcelona (1528) i de Montsó (1533).
Els conflictes entre la Inquisició i oficials de la Generalitat eren habituals amb detencions per part d'ambdues bandes. El 17 de juny de 1567, els inquisidors varen demanar una relació del fogatge de Catalunya, que els va ser denegada. Mitjançant ambaixades es reclamà al rei la seva intervenció en un conflicte de competències. El 17 de setembre de 1568, el rei envià una carta a la Generalitat en què donava ordres al lloctinent de què adoptés les mesures per a permetre al nou inquisidor, Gerónimo Manrique, que investigués "els excessos y desacatos fets per los deputats y officials y ministres del dit General". Aquest posicionament reial a favor de la inquisició, genera un conflicte polític del màxim nivell. Els diputats es tancaren en protesta al Palau de la Generalitat, la inquisició detingué al veguer de Barcelona, Bernat d'Aimeric, i la Generalitat feu el mateix amb el secretari del Sant Ofici, Agustín Malo. Després de múltiples incidents en què cap de les dues institucions enfrontades reconeixia als representants i autoritat de l'altra, el 24 de gener de 1569 la Santa Seu va enviar un motu proprio que decretava l'absolució amb caràcter cautelar dels diputats excomunicats.
A l'església de Sant Joan de Perpinyà creà una obra pia per a dotar les joves casadores.